# Gerald Matt
Gerald Matt (* 3. November 1958 in Hard) ist ein österreichischer Kulturmanager. Er war bis März 2012 Direktor der Kunsthalle Wien. Heute arbeitet er als Berater einer Kulturmanagementfirma. Seit 2015 ist er Direktor des Vienna Art Institutes (Institut für Kunst und Welt, Herrengasse 6–8). Matt ist auch verantwortlich für die Fernsehsendungen „Matt spricht mit“ und „Der Montagssalon“.

## Leben
Gerald Matt studierte Rechtswissenschaften, Betriebswirtschaft und Kunstgeschichte an der Universität Innsbruck. 1981 schloss er das Studium der Rechtswissenschaften mit einem Doktorat ab. 1985 beendete er ein weiteres Studium der Betriebswirtschaft am Institut für Strategische Unternehmensführung mit dem Mag. rer. soc. oec. und mit einer sozial- und wirtschaftswissenschaftlichen Diplomarbeit zum Kulturmanagement. Matt arbeitete 1986 während der sozialliberalen Koalition (Kanzler Sinowatz SPÖ, Vizekanzler Nobert Steger, FPÖ) als Sekretär im Club der FPÖ. Als Jörg Haider Norbert Steger stürzte und Parteichef wurde, verabschiedete sich das Nichtparteimitglied Matt, indem er einem Abgeordneten der FPÖ im Nationalrat mit einer falschen Rede der Peinlichkeit aussetzte. Von 1991 und 1992 war er im österreichischen Bundesministerium für Bildung, Wissenschaft und Kultur in der Abteilung Internationale Biennalen, Auslandsausstellungen und kulturpolitische Grundsatzfragen (heute Abteilung V/1) tätig. 1992 gründete er gemeinsam mit Thomas Häusle und Wolfgang Fetz den Vorarlberger Kunstverein-Magazin4 in Bregenz. Ebenfalls 1992 wurde Matt persönlicher Berater der Wiener Kulturstadträtin Ursula Pasterk (SPÖ), die gleichzeitig Präsidentin der Kunsthalle Wien war.

## Schaffen
1994 wurde Matt zum Generalsekretär, 1996 zum Direktor der Kunsthalle Wien berufen.
Unter seiner Führung zog die Kunsthalle Wien von ihrem provisorischen Bau am Karlsplatz in den Neubau von Ortner und Ortner im Museumsquartier um. Matt vertrat während der Bauphase die Stadt Wien in künstlerischen und infrastrukturellen Belangen gegenüber der Museumsquartierbetriebs- und Errichtungsgesellschaft und gehörte von 1995 bis 2000 deren Aufsichtsrat an.
In Konflikten mit der Museumsquartierleitung verteidigte er als Sprecher der Institutionen im MuseumsQuartier die Unabhängigkeit der Kulturinstitutionen vor Zentralisierungstendenzen der Museumsquartiergesellschaft.
So eröffnete er die Kunsthalle im Museumsquartier mit der Schau „Eine barocke Party“ einige Wochen vor der Eröffnung des Gesamtareals. Ebenso gelang es ihm 2000 gegen massive politische Widerstände, den ursprünglichen Standort Karlsplatz durch einen Neubau des Architekten Krischanitz als Projectspace für die Kunsthalle Wien zu sichern.
Kontrovers zeigte sich Matt auch mit seinen Ausstellungsprojekten. So stieß die Fahnenaktion des türkisch-deutschen Künstlers Feridun Zaimoglu auf der Fassade der Kunsthalle Wien ebenso auf massive politische Kritik von rechts, wie die Ausstellung der Wiener Gruppe oder jene des Leichentuches von Teresa Margolles. Die Skulptur einer nackten Muslimin im öffentlichen Raum des Künstlers Olaf Metzel, die im Rahmen einer Ausstellung zum Schleier gezeigt wurde, wurde von Unbekannten zerstört und öffentlich heftig diskutiert. Matt bezog auch klar Stellung gegen die 2000 die Regierungsgeschäfte übernehmende ÖVP/FPÖ-Koalition, die erstmals der nationalistischen, Ausländer- und kunstfeindlichen Rechtspartei von Jörg Haider die Regierungsbeteiligung ermöglichte.
Anfang 2001 galt Matt als Kandidat für die Position des Kulturstadtrates der Stadt Wien, 2006 als Kandidat für das Amt des Kulturministers, Positionen, die er jedoch kategorisch zurückwies. Matt erweiterte während seiner Amtszeit nicht nur die Ausstellungsflächen- und Programme der Kunsthalle Wien, er konnte auch den Besucherzuspruch erheblich steigern. Dabei gelang es insbesondere ein junges Publikum anzuziehen; so sind über 80 Prozent der Besucher der Kunsthalle unter 40 Jahre alt.
Die renommierte Kunstzeitschrift Arte reihte 2002 die Kunsthalle Wien neben der Tate Gallery und dem Centre Pompidou zu den sechs wichtigsten Ausstellungshäusern Europas. Die New York Times bezeichnete die Kunsthalle Wien 2001 als Mekka der elektronischen Künste.
2007 gelang es Matt, die von einem privaten Verein geführte Kunsthalleholding um die bislang von der städtischen Verwaltung betreute Kunst im öffentlichen Raum (KöR) zu erweitern, deren Co-Geschäftsführer er wurde.
2007 wurde Matt für drei Jahre zum Kurator des österreichischen Parlamentes bestellt. 2007 wird nach dem Vorbild der Kunsthalle Wien von dem Architekten Adolf Krischanitz die temporäre Kunsthalle Berlin am Schlossplatz in Berlin-Mitte errichtet. Matt fungiert dabei als Berater der beiden Initiatorinnen Coco Kühn und Constanze Kleiner sowie der Stiftung Zukunft Berlin und kuratiert die Eröffnungsausstellung 2008 mit der südafrikanischen Künstlerin Candice Breitz.
Matt machte die Kunsthalle Wien zu einem international anerkannten Partner großer internationaler Museen wie dem Guggenheim Museum oder dem Centre Pompidou mit dem die Kunsthalle 2004 die Ausstellung „Lieber Maler, male mir“ produzierte. Gleichzeitig wurde die Kunsthalle zu einem Ort der Produktion von Ausstellungen, von denen einige wie Bruce Conner,Viva la muerte, oder True Romance in ausländischen Institutionen gezeigt werden konnten.
Matt kuratierte in seiner 18-jährigen Tätigkeit für die Kunsthalle Wien zahlreiche Themen- und Personalausstellungen. So konnte man mit Matthew Barney oder Shirin Neshat sehr früh spätere Kunststars in der Kunsthalle Wien sehen. Nicht zuletzt gelang es Matt mit aktuellen Themenausstellungen wie z. B. zum Verbrechen und Bösen („Fahrstuhl zum Schafott“, 2010) zum Krieg („Attack“, 2003) oder zum Phänomen der Superstars („Superstars“, 2005/2006), das Publikum für zeitgenössische Kunst zu erweitern. Besondere Aufmerksamkeit fanden Ausstellungen, die sich mit neuen aufbrechenden Kunsträumen außerhalb der westlichen Welt beschäftigten wie die Ausstellung Kapital und Karma, die sehr früh ein künstlerisches Schlaglicht auf die indische Kunstwelt warf.
Für die junge Wiener Kunstszene wurde die von Matt ins Leben gerufene und von wechselnden ausländischen Kuratoren verantwortete alle fünf Jahre stattfindende Leistungsschau „Lebt und arbeitet in Wien“ zu einem Fixpunkt. Mit Ausstellungen zu Edward Hopper und die zeitgenössische Kunst, Western Motel oder Salvador Dalí und deren Bedeutung für die zeitgenössische Kunst bescherte Matt dem Haus nicht nur Rekordbesucherzahlen, sondern auch die Konfrontation der Moderne mit der zeitgenössischen Kunst.
Matt kuratierte auch immer wieder Ausstellungen auf Einladung ausländischer Institutionen, unter anderem fanden sein Projekt 1989, mit dem die Villa Schöningen in Potsdam-Berlin unter Anwesenheit von Bundeskanzlerin Angela Merkel, Henry Kissinger und Michail Gorbatschow ihr Haus 2009 eröffnete oder seine Ausstellung „under pain of death“, die er gemeinsam mit Abraham Orden für das österreichische Kulturforum in New York 2008 konzipierte, starke mediale Aufmerksamkeit. 2008 gehörte Matt der Jury der Quadriennale d’arte in Rom gemeinsam mit Suzanne Pagé, Direktorin des Museums Moderner Kunst in Paris und Vicente Todoli, Direktor der Tate Modern in London, an, die die Preise der Quadriennale an Maurizio Cattelan und Adrian Paci vergab.
Matt ist auch der Verfasser oder Herausgeber zahlreicher Schriften zur zeitgenössischen Kunst für die Kunsthalle Wien, die Ursula Blickle Stiftung und freie Verlage. So veröffentlichte er 2001 ein Buch zum Museumsmanagement unter dem Titel „Kunst und Geld“, das ins Polnische, Serbokroatische und ins Ukrainische übersetzt wurde. Dem folgte 2003 das Buch „Kulturmanagement leicht gemacht“. Beim Verlag Walter König erschienen 2006 die Bücher „Interview“ 1 und 2, die viele Gespräche Matts mit renommierten Kùnstlern wie Louise Bourgeois, Steve McQueen, Raymond Pettibon oder Isaac Julien enthalten.
Mit der Ursula Blickle Stiftung und der Hochschule für Angewandte Kunst initiierte Matt die Gründung und den Betrieb eines Videoarchivs und einer Videolounge zur Förderung und Vermittlung der Videokunst. Matt kuratierte seit 2001 Ausstellungen wie Vertigo oder Hans-Jürgen Syberberg für die Ursula Blickle Stiftung und gehört seit 2008 ihrem Stiftungsvorstand an.
Zuletzt kuratierte Matt mit Verena Konrad die Ausstellung „Parallelwelt Zirkus“ in der Kunsthalle Wien.
Anfang 2012 wurde Matt nach langen Querelen mit den Grünen und auf deren politischen Druck hin vom Vorstand der Kunsthalle Wien, der Matt dabei gleichzeitig sein volles Vertrauen aussprach, vom Dienst suspendiert. Der grüne Kultursprecher Wolfgang Zinggl warf Matt vielfältige Nebentätigkeiten, autoritäre Führung und finanzielle Unregelmäßigkeiten vor.
Am 24. März 2012 trat Matt von seinem Amt zurück, da er sowohl die Umwandlung der Kunsthalle Wien von einem unabhängigen privaten Verein in eine städtische GesmbH als auch die politische Neubesetzung des Aufsichtsrates sowie die Trennung der künstlerischen und kaufmännischen Leitung nicht hin nehmen wollte.
Alle bis dahin durchgeführten Prüfungen ergaben jedoch kein Fehlverhalten von Matt.
Zuletzt stellte Anfang Dezember 2012 die Staatsanwaltschaft die auf Anzeige der Grünen gegen Matt eingeleitete Voruntersuchung ein mit der Begründung, dass sich sämtliche Vorwürfe gegen Matt als falsch erwiesen hätten. Sämtliche bisherige Vorwürfe der Grünen wurden von der Staatsanwaltschaft als haltlos zurückgewiesen. Der Konflikt führte zur Beauftragung eines IT-Sachverständigen zur Überprüfung eines etwaigen Datendiebstahls und damit zu einer parlamentarischen Anfrage zur Aufhebung der Immunität des Abgeordneten der Grünen Wolfgang Zinggl seitens der Abgeordneten der SPÖ Elmar Mayer.
Finanzielle Unregelmäßigkeiten, die den Tatbestand der Untreue dargestellten, werden im von der Stadt Wien veranlassten Prüfbericht ausgeschlossen. Die Inanspruchnahme von Kunsthalle-Mitarbeitern schließlich war dienstvertraglich vereinbart. Die Ermittlungsergebnisse bestätigen sohin im Wesentlichen Matts damalige Erklärungen zur Sache.
Abschließend verurteilte der Oberste Gerichtshof den Grünen Abgeordneten Wolfgang Zinggl zum öffentlichen Widerruf seiner falschen und rufschädigenden Äußerungen gegen Gerald Matt. Die Tageszeitung die Presse, legte Zinggl in diesem Zusammenhang seinen Rücktritt nahe. Folgende Aussagen darf Zinggl aber weiterhin tätigen: „Matt benutze die Kunsthalle Wien als Selbstbedienungsladen. Matt gehe unter dem Schutzmantel der Kunst seinen teuren Obsessionen nach, indem er unter dem Titel „Dienstreisen“ Ausflüge um die Welt mache und in teuren Luxushotels absteige. Das Parlament habe Matt in Bezug auf Ausstellung und Buch „Österreichs Kunst der 60er Jahre“ persönlich beauftragt und bezahlt, doch offensichtlich hätten Mitarbeiter der Kunsthalle Wien einen Großteil der Arbeit gemacht, was nicht erlaubt sei. Matt habe Förderungsmissbrauch zu verantworten, weil ihm die öffentliche Hand die Kunsthalle Wien mit Fördergeld, Personal- und Infrastruktur anvertraut habe, die er für sich verwendet habe. Und Matt nehme die von der öffentlichen Hand finanzierte Kunsthalle Wien aus wie eine Weihnachtsgans.“
Matt arbeitet seit Sommer 2012 für ein Managementberatungsbüro und hatte für einige Semester ein Lektorat an der Universität für Angewandte Kunst und am Institut für Kunstgeschichte der Universität Innsbruck. Seit Juli 2014 schreibt Matt in der österreichischen Tageszeitung „Heute“ anlassbezogene Kolumnen rund um den Kunstbetrieb.
Er ist seit 2015 Direktor des Vienna Art Institute und gestaltet monatlich ein Fernsehgespräch („Matt spricht mit“ und „Montagssalon“), in der er mit Personen des öffentlichen Lebens über gesellschaftliche, politische, wirtschaftliche und künstlerische Fragen diskutiert. Matt kuratiert auch Ausstellungen zeitgenössischer Kunst, zuletzt im Flatzmuseum Dornbirn (Boris Mikhaelov, 2016 oder Weegee, 2014, VN, im Museum of Photography and new media (Mary Reid Kelly 2015, Kalender Moscow House of Photography)) und im NKW (Ellen Cantor, Mc Dermott, Mc Gough, 2016)
Im Juni 2019 wurde bekannt, dass Gerald Matt Ekkehard Bechtold als ehrenamtlicher Präsident des Vereins Kunstraum Dornbirn mit 1. Juli 2019 nachfolgen soll.

## Sonstige Tätigkeiten
Matt bekleidete von 1995 bis 1998 die Funktion des Vorsitzenden des Wiener Film Finanzierungs Fonds (WFF). Er verfasste bzw. beteiligte sich an der Verfassung zahlreicher Studien zur Fragen des Museumsmanagements und der Museumsplanung (Gletschermuseum Vent oder Haus der Kulturen, Wien).
Von 1999 bis 2005 war Matt Mitglied des wissenschaftlichen Beirats des Museums für Moderne und Zeitgenössische Kunst Bozen, und – in gleicher Stellung – von 2001 bis 2006 am Museum Moderner Kunst in Bologna und von 2007 bis 2010 an der Temporären Kunsthalle Berlin, wo er auch kuratierte. Seit 2002 ist Matt Lektor am Institut für Kulturmanagement (IKM) an der Universität für Musik und darstellende Kunst Wien und seit 2007 Gastprofessor an der Universität für angewandte Kunst Wien und Dozent am Zentrum für Internationales Kunstmanagement Köln (CIAM).

## Auszeichnungen
- 2018: Goldenes Verdienstzeichen des Landes Wien[53]
- 2023: Österreichisches Ehrenkreuz für Wissenschaft und Kunst I. Klasse[54][55]